# S1 (Fernsehsender)
S1 ist ein privater, werbefinanzierter Schweizer Fernsehsender. Er wurde 2013 von Michael Richard Gut und Bernhard Max Lussi – ehemalige Kadermitarbeiter von Sat.1 Schweiz und ProSieben Schweiz – gegründet. Er nutzt die ehemaligen Frequenzen von Tele24.

## Geschichte
Der Sender startete seine Ausstrahlung am 18. Oktober 2013. Am 1. Januar 2018 übernahmen die AZ Medien den Sender.
Seit 2018 ist CH Media ein Joint Venture der NZZ-Mediengruppe und der AZ Medien Inhaber von S1. CH Media nahm den Betrieb am 1. Oktober 2018 auf.

## Programm
Die Zielgruppe von S1 sind bevorzugt 15- bis 59-Jährige. Aufgrund einer Zusammenarbeit mit dem ZDF kann S1 auf den grössten deutschsprachigen Programmstock zugreifen. In der Anfangsphase des Senders wurden vorwiegend Dokumentationen und Unterhaltungssendungen wie beispielsweise Rosamunde-Pilcher-Filme gezeigt. An schweizspezifischen Sendungen sollen unter anderem eine tägliche «Mike Shiva Astro-Show» und Aufnahmen der Helikopterflüge Swissview zu sehen sein. Geplant sind auch Eigenproduktionen wie eine Comedy-Sendung. Seit 12. Dezember 2013 läuft das wöchentliche Kinomagazin «kinowetter», das der Luzerner Moderator Thomas Odermatt aus dem Filmtheater im Verkehrshaus der Schweiz in Luzern präsentiert. In der Saison 2020/2021 übertrug S1 die Spiele der Schweizer Teams in der EHF European League in Kooperation mit MySports.

## Empfang
Der Sender wird in der Schweiz seit 18. Oktober 2013 über das Kabelnetz der UPC Schweiz ausgestrahlt und ist seit dem 16. Dezember 2013 über Swisscom TV empfangbar. Ausserdem ist der Sender auch über die Schweizer Version von Zattoo zu empfangen. Seit 2021 ist der Sender auch im PayTV-Paket von Kabelio über den Eutelsat-Satellit Hotbird 13° Ost empfangbar.